# Epidendrum bracteosum
Epidendrum bracteosum är en orkidéart som beskrevs av Oakes Ames och Charles Schweinfurth. Epidendrum bracteosum ingår i släktet Epidendrum och familjen orkidéer.
Artens utbredningsområde är Costa Rica. Inga underarter finns listade i Catalogue of Life.